# Versuch einer gründlichen Violinschule

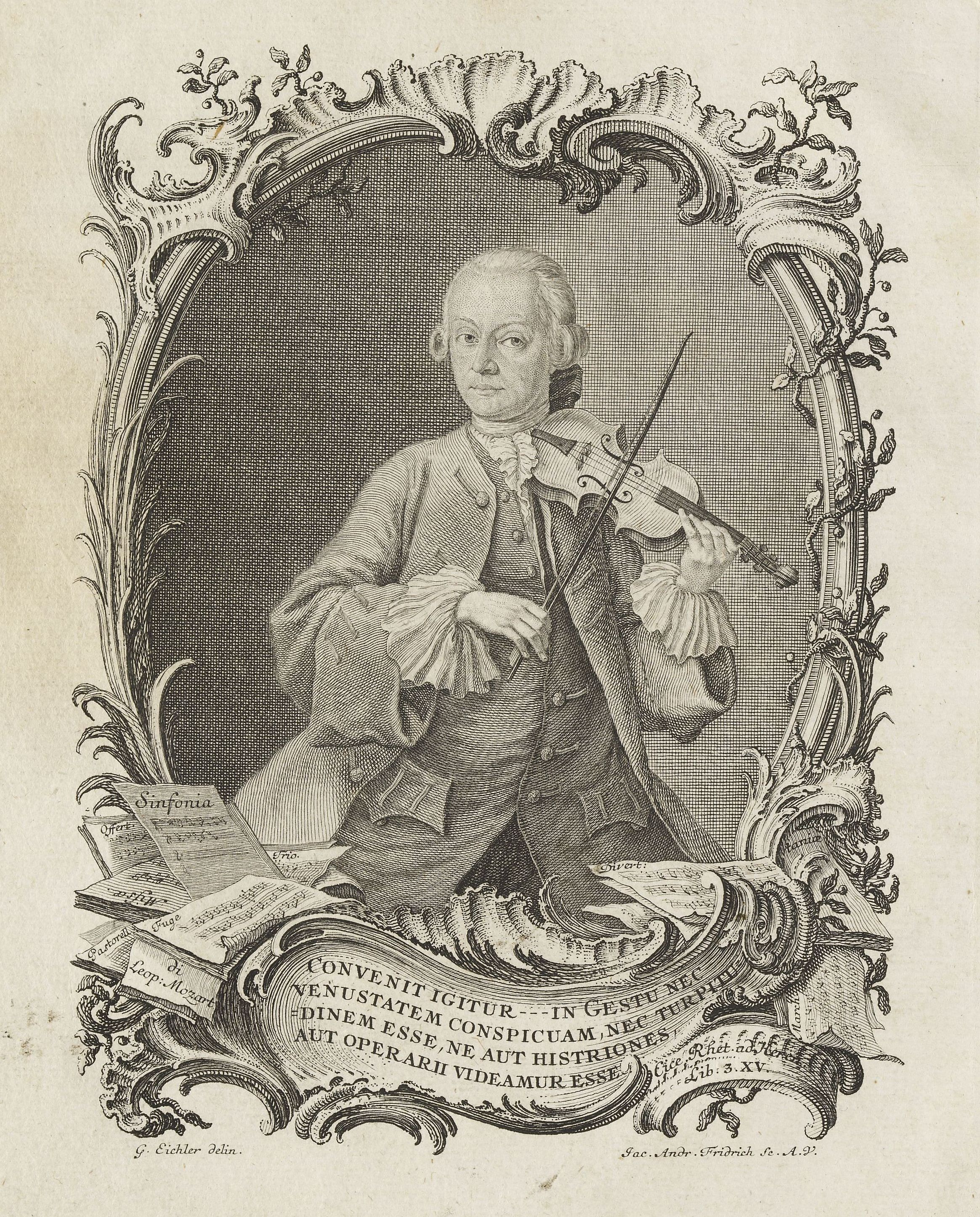
Porträt Mozarts in der 1. Auflage

Versuch einer gründlichen Violinschule ist der Titel eines theoretischen Werks von Leopold Mozart, dem Vater von Wolfgang Amadeus Mozart. Ab der zweiten Auflage 1770 heißt sie Gründliche Violinschule. Das 1756 verfasste und in seiner Zeit sehr erfolgreiche Schulwerk war eine der ersten Unterweisungen für den Violinunterricht. Mozart versuchte darin, Didaktik des Geigenspiels systematisch aufzubereiten. Heute dient es als Quelle für die historische Aufführungspraxis.

## Entstehung
1751 war Francesco Geminianis The Art of Playing on the Violin in London erschienen, L’Abbé Le Fils hatte 1761 in Paris seine Principes du Violon herausgegeben. Als anerkannter Musiker und Lehrer war Mozart sich der Notwendigkeit einer deutschen Violinschule bewusst, zumal mit C. P. E. Bachs Versuch über die wahre Art das Clavier zu spielen und J. J. Quantz’ Versuch einer Anweisung die Flöte traversiere zu spielen bereits deutschsprachige Unterrichtswerke für andere Instrumente vorlagen.
Die wichtigste Basis für das Buch war neben den oben genannten Werken jedoch sicher die pädagogische Arbeit Giuseppe Tartinis, der zwar kein gedrucktes Schulwerk verfasst hatte, dessen didaktische Konzepte aber in Form von Mitschriften seiner Studenten in ganz Europa kursierten.
Folgende Ausgaben erschienen:
- Die erste Auflage erschien 1756 in Augsburg und ist dem Fürstbischof Sigismund III. Christoph von Schrattenbach gewidmet. Sie trägt – wie die zweite Auflage – als Vorspruch ein Zitat aus dem zweiten Buch von de musica des Aristeides Quintilianus: „Esse igitur adolescentes nobis Musica erudiendos, ipsiusque tota Vita, quantum fieri possit, rationem habendam, neminem ablocuturum puto.“ (Ich glaube, niemand wird bestreiten, dass also die Jünglinge von uns in der Musik unterrichtet werden müssen und dass man lebenslang sorgen müsse, wie sehr es geschehen könne.)
  - holländische Übersetzung: Haarlem 1766.
  - französische Übersetzung: Paris 1770 u. ö.
- Die zweite Auflage von 1769/70. Auf Kosten des Verfassers. Gegenüber der 1. Auflage sind nur Kleinigkeiten weggelassen, „dafür aber einige sehr nützlich Regeln eingerücket, und vieles mit deutlichen Beyspielen und Erklärungen vermehret“. Die Notenbeispiele wurden teils um ein bis zwei Takte erweitert, teils aber auch ganz ausgetauscht.
- 1787, im Todesjahr des Autors (der Vorspruch fehlt nun) und zum dritten Mal gedruckt, ist textlich mit der zweiten völlig identisch (einige Vignetten und Kopfleisten wurden erneuert), allerdings unter dem Titel: Gründliche Violinschule und (fälschlich) als: „Dritte vermehrte Auflage“ (Augsburg, gedruckt und zu finden bey Johann Jakob Lotter und Sohn, Buchdrucker und Musikalien Verlegere. 1787). Der Vorbericht zur 2. Auflage und die Widmung an den unterdessen verstorbenen Schrattenbach entfiel. Es wurden noch vorhandene Druckplatten wieder verwendet. Merkwürdigerweise ist die Vorrede zur ersten Auflage (einschließlich des Datums 1756) wörtlich abgedruckt. Vielleicht wurde die Auflage ohne das Wissen von Mozart durch den Verleger vorgenommen. Sie wurde mehrfach faksimiliert wiederaufgelegt, u. a. vom VEB Deutscher Verlag Leipzig 1968 u. ö. (mit dem Druckfehler: „Faksimile-Nachdruck der 3. Auflage, Augsburg 1789“ – richtig ist, wie das Faksimile zeigt: 1787).
- Die 4. Auflage von 1800 war im Hinblick auf die rasche Entwicklung der Geigentechnik jener Zeit schon stark verändert.

Noch zu Lebzeiten Leopold Mozarts, 1766, brachte Johannes Enschede in Haarlem eine niederländische Übersetzung heraus. Es folgten etliche andere, u. a. 1804 ins Russische. Bis heute erlebte die Violinschule über 1800 Auflagen.

## Echo
Friedrich Wilhelm Marpurg, der wichtigste Musiktheoretiker der Aufklärung, äußerte sich in seinen Historisch-Kritischen Beyträgen wie folgt:

„Ein Werk von dieser Art hat man schon lange gewünschet, aber sich kaum getrauet zu erwarten: Der gründliche und geschickte Virtuose, der vernünftige und methodische Lehrmeister, gelehrte Musikus; diese Eigenschaften […] entwickeln sich allhier zusammen.“

Wie lange der „Versuch“ aktuell blieb, zeigt folgendes Zitat aus einem Brief Carl Friedrich Zelters an Goethe von 1829:

„Der Vater [W. A. Mozarts] war ein tüchtiger Musikus; seine Violinschule ist ein Werk, das sich brauchen läßt, solange die Violine eine Violine bleibt; es ist sogar gut geschrieben.“

## Inhalt
Die Überschriften der Kapitel der Erstausgabe geben einen Überblick über den vielseitigen Anspruch der Schule:
1. 1. Von den alten und neuen musikalischen Buchstaben und Noten, wie auch von den itzt gewöhnlichen Linien, und Musikschlüsseln
  2. Von dem Tacte, oder musikalischen Zeitmaase
  3. Von der Dauer oder Geltung der Noten, Pausen und Puncten; samt einer Erklärung aller musikalischen Zeichen und Kunstwörter
2. Wie der Violinist die Geige halten, und den Bogen führen sollte
3. Was der Schüler beobachten muß, bevor er zu spielen anfängt; ingleichem was man ihm anfangs zu spielen vorlegen solle
4. Von der Ordnung des Hinaufstriches und Herabstriches [Strich]
5. Wie man durch eine geschickte Mäßigung des Bogens den guten Ton auf einer Violin suchen und recht hervorbringen solle
6. Von den sogenannten Triolen
7. Von den vielen Veränderungen des Bogenstrichs
  1. Von der Veränderung des Bogenstrichs bey gleichen Noten
  2. Von der Veränderung des Bogenstrichs bey Figuren, die aus unterschiedlichen und ungleichen Noten zusammengesetzt sind
8. Von den Applicaturen [Lagenwechseln]
  1. Von der sogenannten ganzen Applicatur [Wechsel zur 3., 5., 7. Lage]
  2. Von der halben Applicatur [Wechsel zur 2., 4., 6. Lage]
  3. Von der zusammengesetzten oder vermischten Applicatur [Gesamtheit der Lagen]
9. Von den Vorschlägen, und einigen dahin gehörigen Auszierungen
10. Von dem Triller
11. Von dem Tremulo, Mordente und einigen anderen willkührlichen Auszierungen
12. Von dem richtigen Notenlesen und gutem Vortrage überhaupts

## Ausgaben
- Leopold Mozarts Hochfürstl. Salzburgischen Vice-Capellmeisters gründliche Violinschule, Zweyte vermehrte Auflage, 1770, Volltext.
- Gründliche Violinschule, 3. Auflage 1787 (PDF); auch im archive.org
- Leopold Mozart: Versuch einer gründlichen Violinschule. Reprint der Erstausgabe. Bärenreiter, Kassel 1995, ISBN 3-7618-1238-8
- Leopold Mozart: Gründliche Violinschule. Faksimile-Nachdruck der 3. Auflage, Augsburg 1789 [richtig: 1787], Geleitwort von David Oistrach, erläutert und kommentiert von Hans Rudolf Jung. VEB Deutscher Verlag für Musik, Leipzig 1968, ISBN 3-370-00172-1
- Faksimile der französischen Edition, ca. 1790. Biblioteca Nacional de España